# 彼得堡 (安大略省)
彼得堡（英語：Peterborough，發音/ˈpiːtərbɔːroʊ/ PEE-tər-bawr-oh）是加拿大安大略省中部一座城市，離多倫多東北約125公里。彼得堡市在行政事務上是獨立於其周邊的彼得堡縣，但該縣的行政中心仍設於彼得堡市內。據2016年加拿大人口普查所示，彼得堡市內人口為81,032人，其都會區人口則為121,721人。

## 歷史
現彼得堡一帶原為易洛魁和阿尼士納阿比（Anishinaabe）原住民族的棲身地。法國探險家山姆·德·尚普蘭於1615年到此地探索，但歐裔殖民活動待此地落入英國控制後才大舉展開。亞當·史葛（Adam Scott）於1820年在奧多拿比河（Otonabee River）畔定居，並在此設立磨坊和鋸木場。一個聚落圍繞上述設施而形成，並以他命名為史葛平原（Scott's Plains）。
在上加拿大議會議員彼得·羅賓遜（Peter Robinson）的安排下，415戶移民家庭於1825年從愛爾蘭遷居至此，此地遂於1827年以羅賓遜之名改稱「彼得堡」。彼得堡於1850年1月1日正式建制為鎮，並於1884年5月24日成為加拿大首座使用電燈照明街道的城鎮。彼得堡再於1905年7月1日改制為市，而隨著鐵路和水力發電站等設施相繼落成，彼得堡亦逐步發展成一工業重鎮。加拿大通用電氣和桂格燕麥等公司在市内設廠並聘用數以千計員工，而到了1920年代彼得堡亦成為全國第五大工業製品生產地。

## 交通
安大略115號省道在彼得堡市内呈高速公路資格，從西至東貫穿該市南部，並透過401號公路和於2019年全線通車的407號公路東段聯繫彼得堡市和大多倫多地區。隸屬橫加公路系統的安大略7號省道則向西通往卡沃薩湖市，向東通往卡爾頓普雷斯。掠過彼得堡市外圍的其他要道則包括安大略7A及28號省道。
加拿大太平洋鐵路的鐵路軌穿越彼得堡市，但現時沒有任何城際客運鐵路服務途經該市。市內的公共交通服務由市營的彼得堡交通局營運，而GO運輸亦營運一條連接彼得堡和奧沙華的通勤巴士線。
航空交通方面，彼得堡機場（IATA代碼：YPQ，ICAO代碼：CYPQ）位於該市外圍，為一座小型機場，沒有定期航班，主要供包機使用。南安省的主要客運機場多倫多皮爾遜國際機場則離彼得堡以西約140（87英里）。

## 教育
彼得堡市內的公立中小學以主要授課語言和宗教背景分為三個類別，並由不同機構營運：
- 卡沃薩松嶺教育局（Kawartha Pine Ridge District School Board）：負責營運市內的英語世俗公立中小學（16間小學、5間中學）和一間成人教育中心
- 彼得堡、維多利亞、諾森伯蘭及克拉靈頓天主教教育局（Peterborough Victoria Northumberland and Clarington Catholic District School Board）：負責營運市內的英語天主教公立中小學（9間小學、2間中學）
- 我的未來天主教教育局（Conseil scolaire catholique MonAvenir）：負責營運市內的一間法語天主教公立小學

市内的專上教育機構則包括特倫特大學和弗萊明學院（Fleming College）。

## 媒體
彼得堡有兩份報章，分別為周一至周六發行的《彼得堡觀察家報》（Peterborough Examiner），以及周三和周五發行的《彼得堡今周》（Peterborough This Week）。市内也有數間電台，而當地唯一一間地區電視台則為環球電視分台CHEX-DT。CTV多倫多分台CFTO-DT和環球電視多倫多分台CIII-DT亦在市内設有轉播站，而國内其他電視網（如CBC和Citytv）的訊號則需依靠收費電視接收。

## 姊妹城市
- 美国安娜堡（1983年起）[12]

## 外部連結
- （英文）City of Peterborough （页面存档备份，存于）－彼得堡市政府網站